# Park Kępa w Sosnowcu
Park Kępa – niewielki park w Sosnowcu-Zagórzu, u zbiegu ulic Braci Mieroszewskich i Kępa, o powierzchni 2,5 ha. Teren parku wyznaczają przebiegi ulic Braci Mieroszewskich, Kępa i Modrzewiowej, a od strony wschodniej ogródki działkowe. 
Park posiada zaniedbaną infrastrukturę z lat 70. XX wieku. W 2020 roku w parku w ramach projektów z Budżetu Obywatelskiego powstanie tężnia solankowa, zadaszona pergola oraz wymienione będą ławki. Charakterystycznym obiektem parku jest skatepark prowadzony przez MOSiR Sosnowiec.